# 聯合晚報
- 關於每日以繁體中文發行的臺灣報紙，請見「聯合報」。
- 關於新加坡報業控股出版的新加坡中文晚報，請見「联合晚报 (新加坡)」。

《聯合晚報》（簡稱聯晚）是臺灣綜合性中文晚報，隸屬於聯合報系，由王惕吾所創辦。其政治立場類似《聯合報》，立場偏向泛藍。停刊前是臺灣最後一份晚報。

## 歷史
聯合晚報創刊於1988年2月22日，是在台灣解除報禁後最先發行的新報，也是臺灣第一家採用橫式編排的中文報紙。因為報紙在股市收盤後發行，可以報導及分析當日的股市資訊，而發行後隨著台灣股市指數的上漲，因此其發行量曾一度隨之成長。
臺灣主要的晚報，除了聯合晚報外，還有1947年創刊的《自立晚報》及1988年3月創刊的《中時晚報》，後來因為經濟衰退及有線電視興起，報業也受到影響。《自立晚報》在2001年停刊，2005年時《中時晚報》及《聯合晚報》均傳說將停刊，也有消息表示二份報紙計劃合併，後來是《中時晚報》停刊，此後，聯合晚報成為台灣唯一仍在發行的晚報。
2005年5月20日，中華民國公平交易委員會通過「聯合報股份有限公司」、「聯合晚報股份有限公司」合併存續成「聯合報股份有限公司」。
《聯合晚報》編輯部在2015年12月1日時，和《聯合報》編輯部合併成「聯合報新聞部」，人事上無縮減計畫，2份報紙正常出報，沒有合成一份報紙的打算。

2020年6月1日，《聯合晚報》宣佈因讀者閱讀習慣改變、數位媒體的發展和2019冠狀病毒病疫情的影響，該報於6月2日起停刊，至此台灣已無晚報發行。